# Zoenovereenkomst
Een zoenovereenkomst of zoencontract was in het oude recht (in het bijzonder voor de invoering van de inquisitoire rechtspleging waarbij de staat tot vervolging besluit) een overeenkomst tussen dader en slachtoffer en/of hun familie waarin de eerste compensatie voor zijn daad beloofde en de laatste partij in ruil van gerechtelijke vervolging afzag. (Mogelijk is de vrede- of verzoeningskus een overblijfsel van de kus of omarming ter bezegeling van de overeenkomst.)
De beëindiging van een vete of twist was niet mogelijk als vijandige handelingen de strijd bleven aanwakkeren. Een voor beide partijen acceptabele zoenovereenkomst maakte het in laatmiddeleeuws Europa mogelijk dat er een streep onder de vete kon worden gezet. De zoen kon als een volkomen afdoening van een conflict worden beschouwd.

## Totstandkoming van een zoen
Een verzoening kon worden gemaakt na een voor beide zijden aanvaardbare, zowel materiële als immateriële, genoegdoening. De zoenbepalingen moesten billijk zijn. De bedoeling was immers niet de overeenkomst te hanteren als nieuw wraakinstrument, maar om de twee partijen weer bij elkaar te brengen.
De totstandkoming van de verzoening nam vaak een lange periode in beslag:
- de dader en zijn familie en de familie van het slachtoffer moesten tot een overeenkomst willen komen
- het kiezen van de datum van de verzoeningsdag(en), de zogenaamde zoendag(en)
- de bepaling van de inhoud van de verzoeningsovereenkomst
- de bepaling van de hoogte van het zoengeld
- het regelen van het zielenheil van het slachtoffer (het laten lezen van speciale zielmissen; het doen van bedevaarten voor het zielenheil van het slachtoffer; het offeren van kaarsen; het stichten ven een kapel of het oprichten van een kruis).

## Bemiddeling en arbitrage
Bemiddeling en arbitrage leidden tot betere oplossingen om de relatie tussen strijdende partijen te herstellen dan bestraffing. In de Late Middeleeuwen traden in tijdens de onderhandelingen voorafgaand aan de totstandkoming van zoenovereenkomsten vaak bemiddelaars op. Deze lieden waren door de vijandige partijen als onderhandelaars aangewezen.
De bemiddelaars konden verwanten zijn, maar ook invloedrijke bekenden, zoals baljuws en stadsbestuurders. Gebruikelijk was dat aan beide zijden twee bemiddelaars werden benoemd en aan hen een vijfde onpartijdige persoon werd toegevoegd als zogenaamde overman, een opperscheidsman, die boven de partijen stond en het eindoordeel zou moeten formuleren. Voor hun inspanningen kregen de bemiddelaars een gedeelte van het zoengeld.

## Zoenbreuk
Als de zoen eenmaal was gesloten en er werd toch een gewelddaad begaan, dan was er sprake van zoenbreuk. Bij de zoenbreuk werden er vijandige daden gesteld na de plechtige verzoening. Dit beschouwde men in de middeleeuwen als een der allerzwaarste misdrijven.
Bij de verzoening werd gedreigd dat het niet-nakomen van de zoenovereenkomst zwaar zou worden bestraft met bijvoorbeeld hoge boeten, confiscatie van de eigendommen of zelfs de doodstraf.